# 田口教能
田口 教能（たぐち の のりよし）は、平安時代末期から鎌倉時代初期にかけての武将・豪族。粟田教能、左衛門尉教良とも。内舎人の任にある田口の者の意で田内教能（でんない のりよし）とも。また、田内は本来は内舎人の任にある粟田の者が正しく、同国の在庁官人であった粟田氏出身とする説もある。

## 生涯
伊勢平氏の有力家人である田口成良の嫡男として生まれる。四国の最大勢力であった田口一族は四国に落ち延びた平家を支え、一ノ谷の戦い、屋島の戦いでも平家方として源氏勢と戦った。教能は要請に応じない伊予国の河野通信を討伐するために3千余騎を率いて出陣し、通信を討ち漏らして家人150名の首を斬って屋島の内裏に戻ろうとしていた。その道中で屋島の戦いに敗れた平家を追う源義経の軍勢に遭遇する。
『平家物語』によれば、志度合戦で平家を追撃する義経は、教能を調略すべく郎党の伊勢義盛を使わし、義盛は僅か16騎を白装束にして教能の陣に赴いた。義盛は教能の叔父・桜庭良遠や平家の武将がみな討ち死にし、父・成良が捕虜となって、教能の身を案じて嘆いていると虚言を廻らした。既に屋島での敗北を聞いていた教能は戦意を失って武具を外し、3千余騎の兵も教能に倣って帰伏し、義経の軍勢に加えられた。『吾妻鏡』（文治元年（1185年）2月21日条）にも、屋島の戦いの後に教能が義経に帰伏した事、河野通信が30艘の兵船をもって義経の軍に加わった事が記されている。
嫡子・教能が源氏側に降りた事が、父・成良が壇ノ浦の戦いで平家を裏切り、その敗北を決定づける伏線となっている。
その後捕虜として鎌倉へ護送された教能は、12年の禁固ののち、建久8年（1197年）10月、鎌倉幕府の命を受けた侍所別当の和田義盛によって三浦浜に引き出され、斬首されたという（『鎌倉大日記』）。その子らは連座せず、三河牧野氏は教良の末裔と伝えられる（『寛政重修諸家譜』）。これとは別に粟田氏の名前が鎌倉期に入っても見られ、成良・教能父子の一族がその後も現地の在庁官人として存続したとする説もある。